# 二型アクセント
二型アクセント（にけいアクセント）または二型式アクセント（にけいしきアクセント）とは、日本語の方言アクセントのうち、アクセントの型（パターン）を二種類持つものを言う。九州西南部や沖縄県の一部などの方言のアクセントである。長崎県南部から佐賀県中南部、熊本県の南西部、宮崎県えびの市、鹿児島県の薩摩・大隅の一部に分布している。また、福井県嶺北にも、系統の違う別体系の二型アクセントがある（日本語の方言のアクセント#福井嶺北を参照）。
東京式アクセントや京阪式アクセントでは、名詞では拍数が多くなるに従ってアクセントの型（アクセントのパターン）が増えるのに対し、二型アクセントでは、どの拍数の語でも2パターンのアクセントしか持たない。各型の具体的な音調は地域による差があって多様だが、類の統合の仕方は九州西南部では一貫している。二拍名詞では第一類と第二類が統合し、一方で第三類・第四類・第五類が統合して対立している。単語はA型とB型のどちらかに属しており、例えば鹿児島県大部分では、A型は「かぜ」「かぜが」「さくら」「さくらが」のように句末から2音節前の音節が高く発音され、B型は「かさ」「かさが」「あたま」「あたまが」のように最終音節が高く発音される。また長崎県南部では、A型は「かぜ」「かぜが」、B型は「かさ」「かさが」である。一拍名詞では1・2類がA型、3類がB型に発音され、二拍名詞では1・2類がA型、3・4・5類がB型に発音される。
なお、一型アクセントは、二型アクセントの型がさらに一つに統合したものと考えられている。
|                | 語例       | 長崎市       | 鹿児島市     |
| 第一・二類     | 風・石     | かぜ、かぜが | かぜ、かぜが |
| 第三・四・五類 | 山・笠・春 | やま、やまが | やま、やまが |